# Andy Tonkovich
Andrew Edward Tonkovich (1 de novembro de 1922 — 2 de setembro de 2006) foi um jogador norte-americano de basquete profissional que disputou uma temporada na National Basketball Association (NBA). Andy foi a primeira escolha geral no draft da BAA (hoje NBA) em 1948 pelo Providence Steamrollers.